# Катастрофа Ан-24 в Нижневартовске
Катастрофа Ан-24 в Нижневартовске — авиационная катастрофа, произошедшая в вечер понедельника 13 октября 1969 года около аэропорта Нижневартовск. Авиалайнер Ан-24Б Тюменского ОАО предприятия «Аэрофлот» завершал регулярный внутренний рейс SU-227 по маршруту Тюмень — Сургут — Нижневартовск, но при заходе на посадку в Нижневартовском аэропорту лайнер прервал заход на посадку и ушёл на второй круг. При повторном заходе на посадку лайнер накренился вправо, после чего рухнул в лес недалеко от аэропорта Нижневартовск и полностью разрушился. Из находившихся на его борту 56 человек — 52 пассажира и 4 членов экипажа, погибли 24 человека, выжили 32.
Мнения по причинам катастрофы разделились: заключение МГА СССР пришло к выводу, что причиной катастрофы стало возникновение отрицательной тяги на двигателе из-за конструктивного недостатка, а заключение МАП СССР пришло к выводу, что причиной катастрофы стала ошибка в технике пилотирования и последующее от этого сваливание.

## Самолёт
Ан-24Б с бортовым номером СССР-47772 (заводской — 79901404) был выпущен заводом Антонова в 1967 году. Всего на момент катастрофы авиалайнер имел в общей сложности 2756 часов налёта и 2298 посадок.

## Экипаж
Состав экипажа рейса SU-227 был из 259-го лётного отряда, в состав которого входили 4 человек:
- Командир воздушного судна (КВС) — Андрей Михайлович Филлипов;
- Второй пилот — Алексей Петрович Хромченков;
- Бортмеханик — Василий Васильевич Давыдов;

В салоне авиалайнера работала стюардесса Тамара Михайловна Короткова. 

## Катастрофа
13 октября 1969 года рейс 227 с 52 пассажирами и и 4 членами экипажа вылетает из Сургутского аэропорта, а рейс выполняет Ан-24Б борт СССР-47772, летящий из Тюмени в Нижневартовск с промежуточной остановкой в Сургуте. Всего на его борту находились 56 человек: находились 52 пассажира и 4 члена экипажа.
В Нижневартовске небо было полностью затянуто слоисто-дождевыми и разорванно-дождевымм облаками с нижней границей 350 метров, шёл снегопад, видимость составляла 3500 метров, дул слабый восточный ветер, а температура воздуха составляла -1°С. Первый заход на посадку был неудачным и в 17:19 экипаж ушёл на второй круг. В 17:26 командир доложил диспетчеру о готовности к посадке, после чего подтвердил, что полосу наблюдает. Летя на предпосадочной прямой, самолёт перешёл в правый крен и в 1100 метрах от торца полосы (190 метров до БПРМ) и в 50 метрах правее её оси врезался в землю среди небольших деревьев, после чего разрушился и частично сгорел. В катастрофе погибли второй пилот, стюардесса и 22 пассажира.

## Причины катастрофы
Члены комиссии не смогли прийти к единому мнению, в результате чего появились два разных вывода о причинах.

### ВыводМинистерства гражданской авиации
Возникновение отрицательной тяги воздушных винтов на режиме предпосадочного снижения вследствие уборки РУД до 12° по УПРТ в положение малого полетного газа при включённой ПОС (недостаток в конструкции самолёта). Попытка исправить выводом двигателей на взлётный режим и уборкой шасси не дала результата из-за малой высоты. Нарушений РЛЭ экипаж не допускал.
— 

### ВыводМинистерства авиапромышленности
Ошибка в оценке высоты и удаления от ВПП на предпосадочной прямой со снижением ниже нормальной траектории с последующим сваливанием при маневре ухода после обнаружения недопустимо малой высоты. Сваливание обусловлено отклонением закрылков на 17° вместо 38° по РЛЭ.
— 